# Club Gimnàstic de Manresa
El Club Gimnàstic de Manresa és un club de futbol català amb seu a Manresa, Catalunya. Fundat el 1947, el club competeix a la Primera Catalana, i juga els partits a casa al Gimnàstic Parc, amb una capacitat de 1.500 espectadors.
Actualment equip filial del FC Andorra, el club és conegut per les seves categories juvenils, sent en particular el primer club de Pep Guardiola.

## Història
Fundat el 1947 com a Club Gimnàstic Manresa, el Gimnàstic Manresa no va adoptar el seu nom actual fins al 1978. El seu equip sènior només jugava a les lligues inferiors abans de cessar les activitats el 2006.
De tornada a l'acció el 2010, el Gimnàstic va passar sis temporades actiu (cinc d'elles a Tercera Catalana) abans de tancar de nou el seu equip sènior el 2016. El juliol de 2019, el club va ser adquirit per Gerard Piqué a través de la seva empresa Kosmos Holding, amb la intenció de convertir-se en l'acadèmia del FC Andorra, un altre club propietat de la seva empresa. Tanmateix, l'acord amb Andorra no es va anunciar fins a l'1 de juliol de 2020.
El 22 de juny de 2024, el Gimnàstic es va fusionar amb el CF Artesa de Lleida per establir un equip sènior, que servia com a equip filial d'Andorra a la Primera Catalana. La fusió també incloïa una proposta de canvi de nom a Club Gimnàstic d'Andorra, que va ser rebutjada pels socis del club.

## Temporada a temporada
Fonts:
| Temporada | Nivell | Divisió  | Lloc | Copa del Rei |
| --------- | ------ | -------- | ---- | ------------ |
| 1947–1968 | —      | Regional | —    |              |
| 1968–69   | 6      | 2a Reg.  | 17è  |              |
| 1969–70   | 6      | 2a Reg.  | 17è  |              |
| 1970–71   | 6      | 2a Reg.  | 20è  |              |
| 1971–72   | 7      | 3a Reg.  |      |              |
| 1972–73   | 7      | 3a Reg.  |      |              |
| 1973–74   | 7      | 3a Reg.  | 1r   |              |
| 1974–75   | 6      | 2a Reg.  | 20è  |              |
| 1975–76   | DNP    | DNP      | DNP  |              |
| 1976–77   | 7      | 3a Reg.  | 6è   |              |
| 1977–78   | 8      | 3a Reg.  | 15è  |              |
| 1978–79   | 8      | 3a Reg.  | 6è   |              |
| 1979–80   | 8      | 3a Reg.  | 5è   |              |
| 1980–81   | 8      | 3a Reg.  | 7è   |              |
| 1981–82   | 8      | 3a Reg.  | 6è   |              |
| 1982–83   | 8      | 3a Reg.  | 9è   |              |
| 1983–84   | 8      | 3a Reg.  | 9è   |              |
| 1984–85   | 8      | 3a Reg.  | 5è   |              |
| 1985–86   | 7      | 2a Reg.  | 2n   |              |
| 1986–87   | 7      | 2a Reg.  | 13è  |              |

| Temporada | Nivell | Divisió  | Lloc | Copa del Rei |
| --------- | ------ | -------- | ---- | ------------ |
| 1987–88   | 7      | 2a Reg.  | 6è   |              |
| 1988–89   | 7      | 2a Reg.  | 4t   |              |
| 1989–90   | 7      | 2a Reg.  | 17è  |              |
| 1990–91   | 8      | 3a Reg.  | 7è   |              |
| 1991–92   | 9      | 3a Terr. | 2n   |              |
| 1992–93   | 8      | 2a Terr. | 10è  |              |
| 1993–94   | 8      | 2a Terr. | 5è   |              |
| 1994–95   | 8      | 2a Terr. | 17è  |              |
| 1995–96   | 9      | 3a Terr. | 2n   |              |
| 1996–97   | 8      | 2a Terr. | 15è  |              |
| 1997–98   | 8      | 2a Terr. | 15è  |              |
| 1998–99   | 8      | 2a Terr. | 17è  |              |
| 1999–2000 | 9      | 3a Terr. | 7è   |              |
| 2000–01   | 9      | 3a Terr. | 4t   |              |
| 2001–02   | 9      | 3a Terr. | 1r   |              |
| 2002–03   | 8      | 2a Terr. | 5è   |              |
| 2003–04   | 8      | 2a Terr. | 5è   |              |
| 2004–05   | 8      | 2a Terr. | 15è  |              |
| 2005–06   | 8      | 2a Terr. | 18è  |              |
| 2006–2010 | DNP    | DNP      | DNP  |              |

| Temporada | Nivell | Divisió  | Lloc | Copa del Rei |
| --------- | ------ | -------- | ---- | ------------ |
| 2010–11   | 9      | 3a Terr. | 1r   |              |
| 2011–12   | 7      | 3a Cat.  | 5è   |              |
| 2012–13   | 7      | 3a Cat.  | 9è   |              |
| 2013–14   | 7      | 3a Cat.  | 15è  |              |
| 2014–15   | 7      | 3a Cat.  | 6è   |              |
| 2015–16   | 7      | 3a Cat.  | 12è  |              |
| 2016–2021 | DNP    | DNP      | DNP  |              |
| 2021–22   | 9      | 4a Cat.  | 1r   |              |
| 2022–23   | 8      | 3a Cat.  | 5è   |              |
| 2023–24   | DNP    | DNP      | DNP  |              |
| 2024–25   | 7      | 1a Cat.  | 6è   |              |